# Mathias Berntsen
Mathias Berntsen (* 5. Februar 1996 in Arendal, Aust-Agder) ist ein norwegischer  Beachvolleyballspieler.

## Karriere
Berntsen spielte von Anfang 2014 bis zum Juli 2016 die meisten Turniere mit seinem Cousin Anders Mol, dem späteren Welt- und Europameister sowie Olympiasieger. Auch in der folgenden Saison traten die beiden norwegischen Sportler bei einigen Wettkämpfen noch gemeinsam an, wurden U22-Vizeeuropameister in Baden und erreichten das Achtelfinale beim Fünf-Sterne-Turnier in Poreč. Zuvor hatten Matthias Berntsen und sein späterer Standardpartner Hendrik Mol zwei Events bestritten, anschließend wurden Christian Sørum und Berntsen ein Beachduo.
Seit 2018 bilden der aus Arendal stammende Athlet und Hendrik Mol ein festes Team. Größter Erfolg des Duos war zunächst das Erreichen des Viertelfinales der Beachvolleyball-Europameisterschaften 2020, als sie erst gegen die späteren Finalteilnehmer Wjatscheslaw Krassilnikow und Oleg Stojanowski in zwei Sätzen unterlagen. Die beiden Norweger erkämpften sich anschließend genügend Punkte, um sich für die Weltmeisterschaften in Rom zwei Jahre später zu qualifizieren. Im ersten Spiel bei dieser Veranstaltung besiegten sie die US-Amerikaner Chaim Schalk und Theodore Brunner in drei Sätzen. Nach der Niederlage gegen die Tschechen Ondřej Perušič / David Schweiner gelang den beiden Nordeuropäern wiederum ein Sieg gegen Ainadino Martinho und Jorge Monjane aus Mosambik. Mit dem erreichten zweiten Platz in Gruppe F qualifizierten sich Mol und Berntsen für die erste Hauptrunde. Dort waren jedoch die Australier Mark Nicolaidis und Izac Carracher zu stark, sodass am Ende der Wettkämpfe ein geteilter siebzehnter Platz auf der Habenseite der beiden norwegischen Athleten stand. Beim anschließenden Challenge-Event in Agadir erreichten sie das Finale.

## Privates
Matthias Berntsen ist ebenso wie sein Vetter und Partner Hendrik Mol sowie sein Vater Jemund Berntsen, der als Co-Trainer fungiert, ein wichtiger Teil des Projekts der Beachvolley Vikings, dem Team der beiden Olympiasieger und Weltmeister Christian Sørum und Anders Mol. Weitere Verwandte und Mitarbeiter des erfolgreichen Teams sind Cheftrainer Kåre Mol und Mentalcoach Merita Berntsen Mol. Deren jüngere Söhne Adrian, Markus und Tochter Sofia Melina sind weitere Mitglieder der erfolgreichen Volleyballfamilie.